# Naked News
Naked News è un programma televisivo canadese prodotto da Naked Broadcasting Network. Il programma mostra donne nude che leggono le notizie del giorno su intrattenimento, sport, film, cibo e sesso.

## Storia

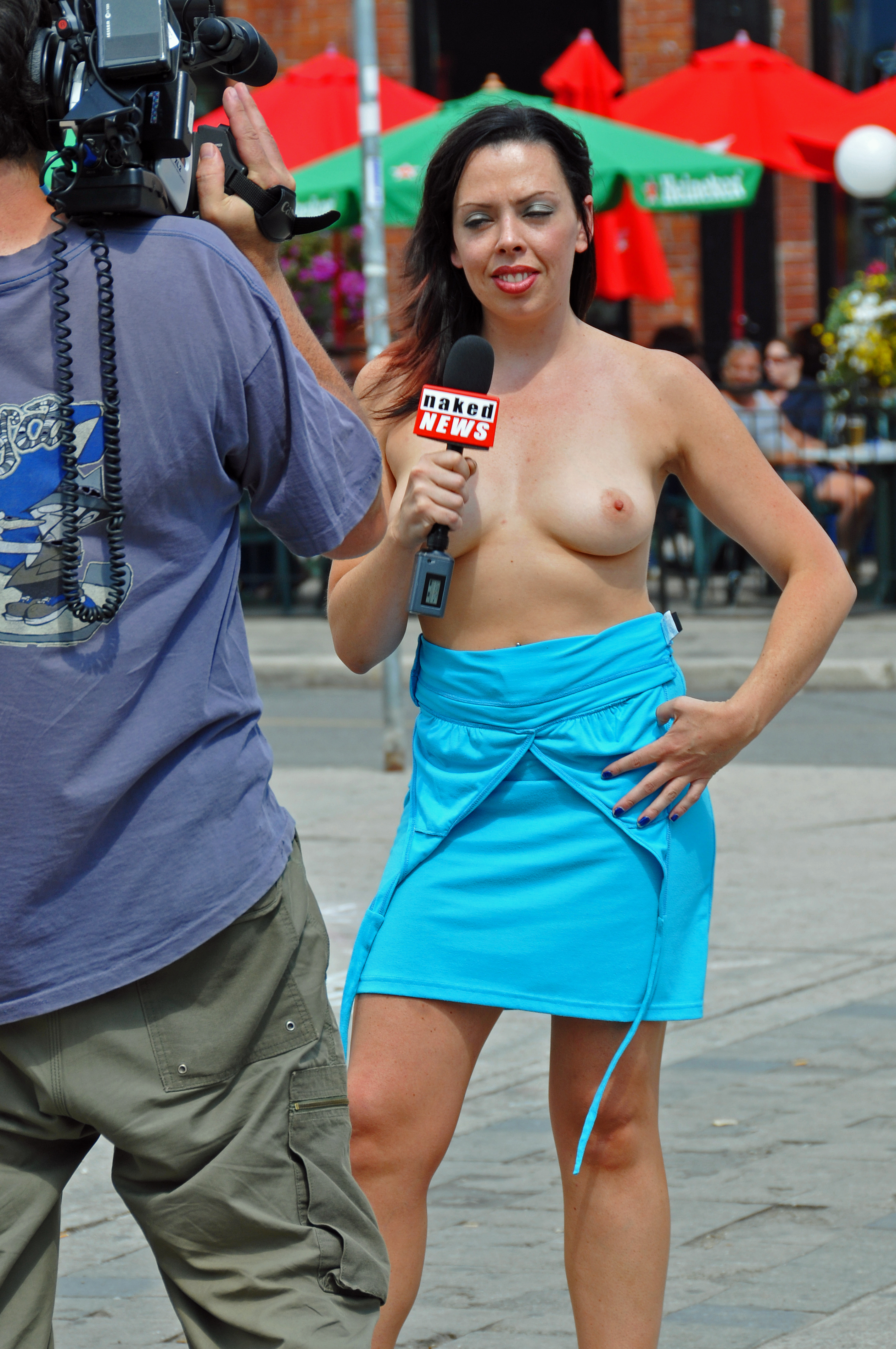
Christine Kerr a Toronto, 2008

Il programma è stato ideato da Fernando Pereira e Kirby Stasyna e debuttò nel dicembre 1999 come servizio online di news. La prima presentatrice fu Victoria Sinclair, fino al 2015. In seguito si aggiunsero Roxanne West, Holly Weston, Lily Kwan, Sandrine Renard, Erin Sherwood, Athena King, Brooke Roberts, Michelle Pantoliano, Erica Stevens, Samantha Page, Christine Kerr e Valentina Taylor.
La società produsse in seguito Naked News TV!, un servizio online di news, andato in onda su Viewers Choice in Canada nel 2001, e su Too Much for TV. Nel 2002 venne trasmesso in Australia su Foxtel, Austar, Sumo TV e Playboy One fino al 2008.
Nel 2006 venne prodotta una versione giapponese del programma, anche se le leggi giapponesi vietavano ai conduttori di essere completamente nudi in televisione. Nel 2001 venne creata anche una versione maschile dello spettacolo, riscuotendo scarso successo e venne per questo annullata nel 2007.

## Nella cultura di massa
Nel 2013 il programma è stato oggetto di un documentario di otto episodi intitolato Naked News Uncovered trasmesso su Super Channel in Canada.